# Тилькиапанский сапотекский язык
Тилькиапанский сапотекский язык (Tilquiapan Zapotec, Zapoteco de San Miguel Tilquiapan) — сапотекский язык, на котором говорят в городах Окотлан и Сан-Мигель-Тилькиапан в центре штата Оахака в Мексике.